# Manuel Antonio Flórez Maldonado
Manuel Antonio Flórez Maldonado Martínez de Angulo y Bodquín (Sevilla, España, 27 de mayo de 1723 – Madrid, España, 20 de marzo de 1799) fue un marino español y gobernante virreinal. Fue virrey de Nueva Granada, entre 1776 y 1781, virrey de Nueva España, entre 1787 y 1789, y séptimo capitán general de la Real Armada. Se le concedió el título de conde de Casa-Flórez, que no aceptó, pero pasó a su primogénito.

## Biografía

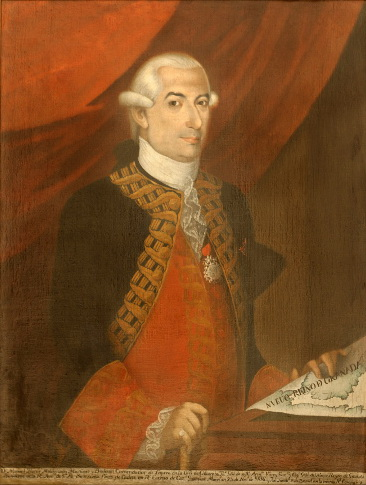
Retrato de Manuel Antonio Flórez Maldonado, por Joaquín Gutiérrez (Museo de Arte Colonial de Bogotá).

En sus primeros años en la armada se distinguió por su labor contra los piratas en el Mediterráneo y en los mares de América. 
Fue guardiamarina en Cádiz en 1736. Ascendió a alférez de fragata en 1740, a alférez de navío siete años más tarde, a teniente de fragata en 1749 y a teniente de navío en 1751, a capitán de fragata en 1753, a capitán de navío en 1760, a jefe de escuadra en 1769. En 1771, se le otorgó la comandancia general del departamento de Ferrol. En 1774 asciende a teniente general. Con este cargo es nombrado virrey de Nueva Granada y presidente de la Audiencia de Santa Fe, durante su mandato se produjo la Revolución comunera en la provncia del Socorro. 
Fomentó la agricultura, la milicia, la imprenta y aumentó las defensas de Cartagena de Indias. Dimitió en 1781 regresando a España. En 1787 fue designado virrey de Nueva España, donde permaneció tres años. 

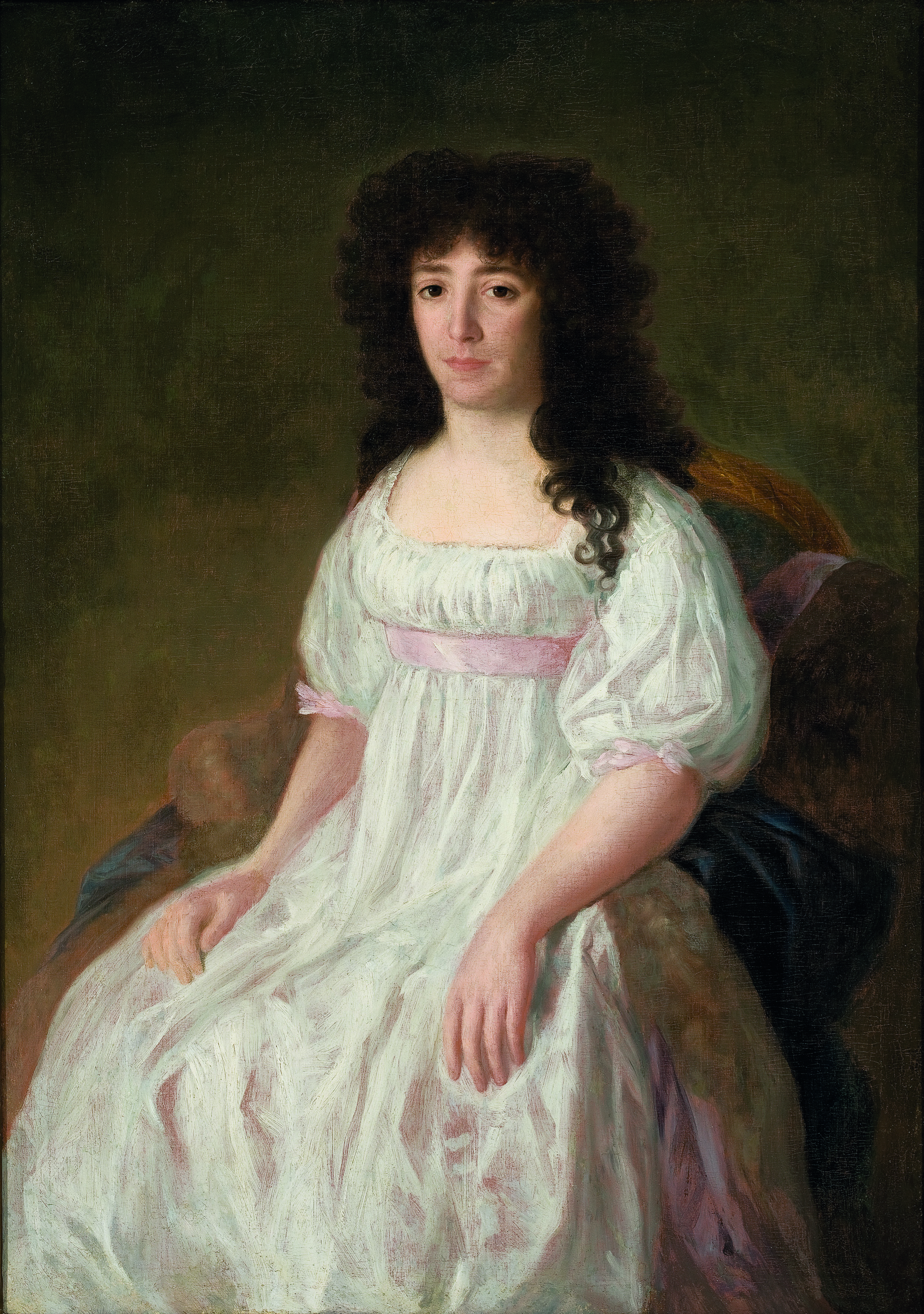
Rafaela Gutiérrez de Terán, condesa de Casa Flórez. Francisco de Goya, 1794.

A su regreso a España se le nombra consejero de Estado, concediéndole el rey como agradecimiento el título de conde de Casa-Flórez, dignidad que él rechazó aceptar en vida, por lo que se le concede a su hijo mayor José Flórez y Pereira I conde de Casa-Flórez, casado en Ciudad de México el 7 de marzo de 1789 con doña María Rafaela Gutiérrez de Terán y González Vértiz, de quién se conserva un retrato al óleo pintado por el maestro Francisco de Goya, y al menor, Luis Antonio, que había alcanzado el grado de brigadier de la armada, la encomienda de la Orden de Calatrava que él ostentaba, y aceptando al mismo tiempo sólo la gran cruz de la Orden de Carlos III.
Habiendo quedado vacante por muerte del capitán general de la armada Antonio González de Arce, el 25 de febrero de 1798, la dirección general de la Real Armada y queriendo el rey que este empleo se uniera a la Secretaría de Estado y del Despacho Universal de Marina, que venía desempeñando el teniente general de la armada Juan de Lángara, actual secretario del mismo despacho; y atendiendo el rey a la antigüedad y méritos del teniente general Manuel de Flórez, así como a los particulares servicios de De Lángara y sus méritos de guerra, otorgó a ambos el título de capitanes generales de la Real Armada el 3 de marzo de 1798. 
Además escribió el tratado: “Prevenciones para los correos que se dirigen al Río de la Plata y su regreso a España; Relación de los trabajos hechos por los comisarios de la tercera partida de límites entre España y Portugal en América”.